# Wyoming (hrabstwo Waupaca)
Wyoming – miasto w Stanach Zjednoczonych, w stanie Wisconsin, w hrabstwie Waupaca.